# Plecoptera dimorpha
Plecoptera dimorpha là một loài bướm đêm trong họ Erebidae.